# Garrison (Maryland)
Garrison statisztikai település az USA Maryland államában, Baltimore megyében. Lakosainak száma 9487 fő (2020. április 1.).

## Népesség
A település népességének változása:

| 2010 | 8 823 |
| 2020 | 9 487 |

## Nevezetes emberek
- William C. Bruce Maryland állam szenátora, a St. Thomas episzkopális templom temetőjében temették el.
- Dr. William Maxwell Wood, az Egyesült Államok Haditengerészetének első főorvosa, a St. Thomas episzkopális templom temetőjében nyugszik.